# Félix Burdino
Pour les articles homonymes, voir Burdino.
Félix Burdino est un footballeur français né le 26 août 1945 à Aubagne (Bouches-du-Rhône).

## Biographie
Il évolue d’abord comme attaquant à Bordeaux et Valenciennes. 
Il joue ensuite comme défenseur au Paris FC et prolonge sa carrière comme entraîneur à l'ES La Ciotat.

## Carrière de joueur
- 1965-1968 : Gazélec Ajaccio
- 1968-1971 : Girondins de Bordeaux
- 1971-1972 : FC Sochaux
- 1972-1973 : US Valenciennes Anzin
- 1973-1974 : SEC Bastia
- 1974-1975 : US Valenciennes Anzin
- 1975-1978 : Paris FC[1]

## Carrière d'entraîneur
- 1978-1984 : ES La Ciotat
- 1984-1989 : Entente aubagnaise

## Palmarès
- Finaliste de la Coupe de France 1969 avec les Girondins de Bordeaux
- Vice-Champion de France D2 en 1975 avec l'US Valenciennes Anzin
- Champion de France Amateurs en 1968 avec le Gazélec d'Ajaccio